# Aquilaria sinensis
Aquilaria sinensis es una especie de planta medicinal perteneciente a la familia Thymelaeaceae. Es originaria de China. Está protegida dado que se encuentra amenazada por la pérdida de hábitat. Es una madera olorosa usada para la patología llamada Chen Xiang chino: 沈香.

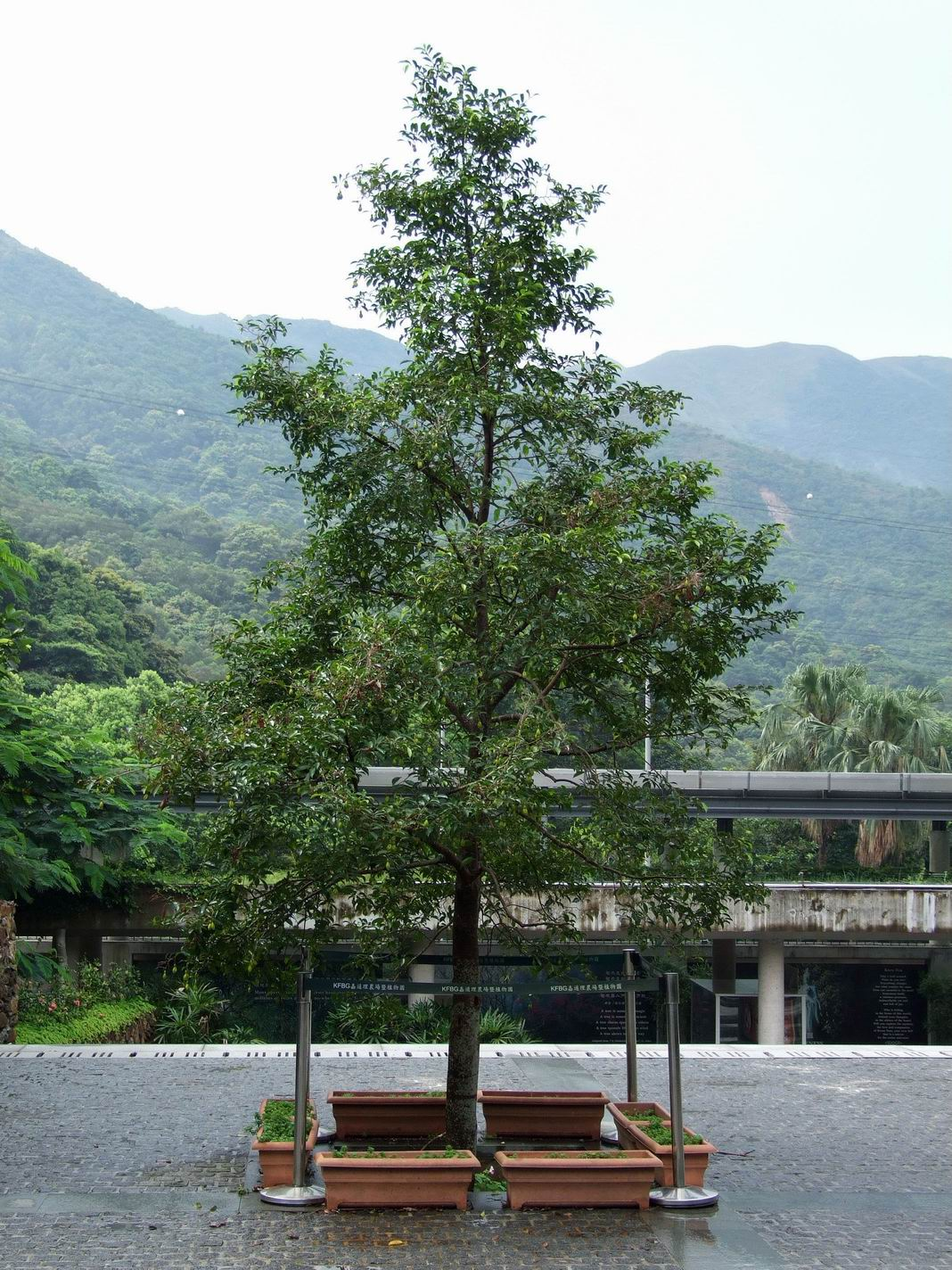
Detalle del árbol

## Descripción
Es un árbol de hoja perenne, de 6 a 20 m de altura. La corteza es grisácea uniforme a gris oscuro, y la madera es de color blanco a amarillento - por lo que le da otro nombre chino "Muk Heung Pak" (Incienso de madera blanca). Sus ramillas están escasamente cubiertas de pelos cuando son jóvenes. Sus hojas son alternas, coriáceas, obovadas a elípticas, generalmente de 5 a 11 cm de largo y de 2 a 4 cm, con 15 a 20 pares de venas laterales discretas y casi paralelas que es una característica útil de diagnóstico en el campo. El vértice de cada hoja es corto acuminado y la base es ampliamente cuneiforme, con bordes enteros y suave. Sus flores son de color verde amarillento, fragantes, en una umbela terminal o axilar. El fruto es una cápsula leñosa obovoide con una cubierta exterior de pelos cortos de color gris, de 2,5 a 3 cm de largo, abriéndose en dos valvas planas cuando maduran. Cuando la fruta está abierta, un hilo de seda parte de la base de la fruta y mantiene la semilla única (o dos) en el aire.

## Usos

### Medicinal
A. sinensis  es un medicamento de la medicina tradicional del pueblo Yi.  Se trata de un laxante, cuyo ingrediente activo es  genkvanina 5-O-beta-primeverosido. También  puede combatir el dolor y la inflamación.

## Taxonomía
Aquilaria sinensis fue descrita por (Lour.) Spreng. y publicado en Systema Vegetabilium, editio decima sexta 2: 356. 1825.
Sinonimia
- Agallochum grandiflorum (Benth.) Kuntze
- Agallochum sinense (Lour.) Kuntze
- Aquilaria chinensis Spreng.
- Aquilaria grandiflora Benth.
- Aquilaria malaccensis Benth.
- Aquilaria ophispermum Poir.
- Aquilaria sinensis (Lour.) Merr.
- Aquilaria sinensis (Lour.) Gilg
- Ophispermum sinense Lour.[6]